# Phil Shulman
Philip Shulman (Glasgow, 27 agosto 1937) è un cantante e polistrumentista britannico, uno dei tre fratelli membri e cofondatori dei Gentle Giant.

## Biografia
Cominciò con i suoi fratelli (Derek Shulman e Ray Shulman) con i Simon Duprèe and the Big Sound, e in seguito cofondatore dei Gentle Giant.
Suonava i fiati in generale (sax, flauto, clarinetto, tromba...) e in rare occasioni faceva da seconda voce.
Nel 1972 lasciò il gruppo per dedicarsi all'insegnamento.